# ディエゴ・デ・コバルビアスの肖像
『ディエゴ・デ・コバルビアスの肖像』（ディエゴ・デ・コバルビアスのしょうぞう、西: Retrato de Diego de Covarrubias、英: Portrait of Diego de Covarrubias）は、クレタ島出身のマニエリスム期スペインの巨匠エル・グレコが1600年ごろ、キャンバス上に油彩で描いた肖像画である。現在、トレドのエル・グレコ美術館に所蔵されている。ハロルド・エドウィン・ウェゼイのエル・グレコのカタログ・レゾネ (作品総目録) で137番、ティツィアーナ・フラーティ (Tiziana Frati) のカタログ・レゾネでは114番の作品として記述されている。

## 作品
エル・グレコは、ディエゴ・デ・コバルビアスが死去した1577年にトレドに移り住んだため、本作は本人を前にして描かれたことはありえない。
作品は、1574年にアロンソ・サンチェス・コエリョが描いた彼の肖像画にもとづいている。ディエゴ・デ・コバルビアスはサラマンカ大学の教会法の教授を振り出しにスペイン宗教界の要職を歴任し、1563年には弟のアントニオとともにトリエント公会議の最終集会 (1561-1563年) に出席した。1565年にはセゴビア司教、1572年にはカスティーリャ王室会議の議長職を引き継ぐなど、スペイン宗教界の頂点を極めた。彼は『オルガス伯の埋葬』 (サント・トメ教会、トレド) に登場する人物の1人である可能性があり、そうだとすれば『オルガス伯の埋葬』は彼の死後に描かれたオマージュであるのかもしれない。本作は手本となったコエリョの無味乾燥な作品よりもはるかに生気に満ちており、それに加えて明るいグレーの陰影が瑞々しさを生み出している。
この肖像画は、ルーヴル美術館 (パリ) 蔵の『アントニオ・デ・コバルビアスの肖像』の対作品のようである  (ウェゼイの目録で136番)。アントニオ・デ・コバルビアスも兄のディエゴ同様、16世紀後半のスペインの思想界を代表する人物であった。両作品とも、頭部のみがエル・グレコの手になるようであり、残りの部分は工房が制作したと思われる。1629年の目録によれば、両作品はペドロ・デ・サラサール・イ・メンドーサ (Pedro de Salazar y Mendoza) のコレクションにあった。後にトレドの県立美術館に所蔵された。ウェゼイはまた、以前はトレド県立美術館にあったが、現在は所在がわからない本作の複製 (X-163番) についても言及している。

## 関連作品

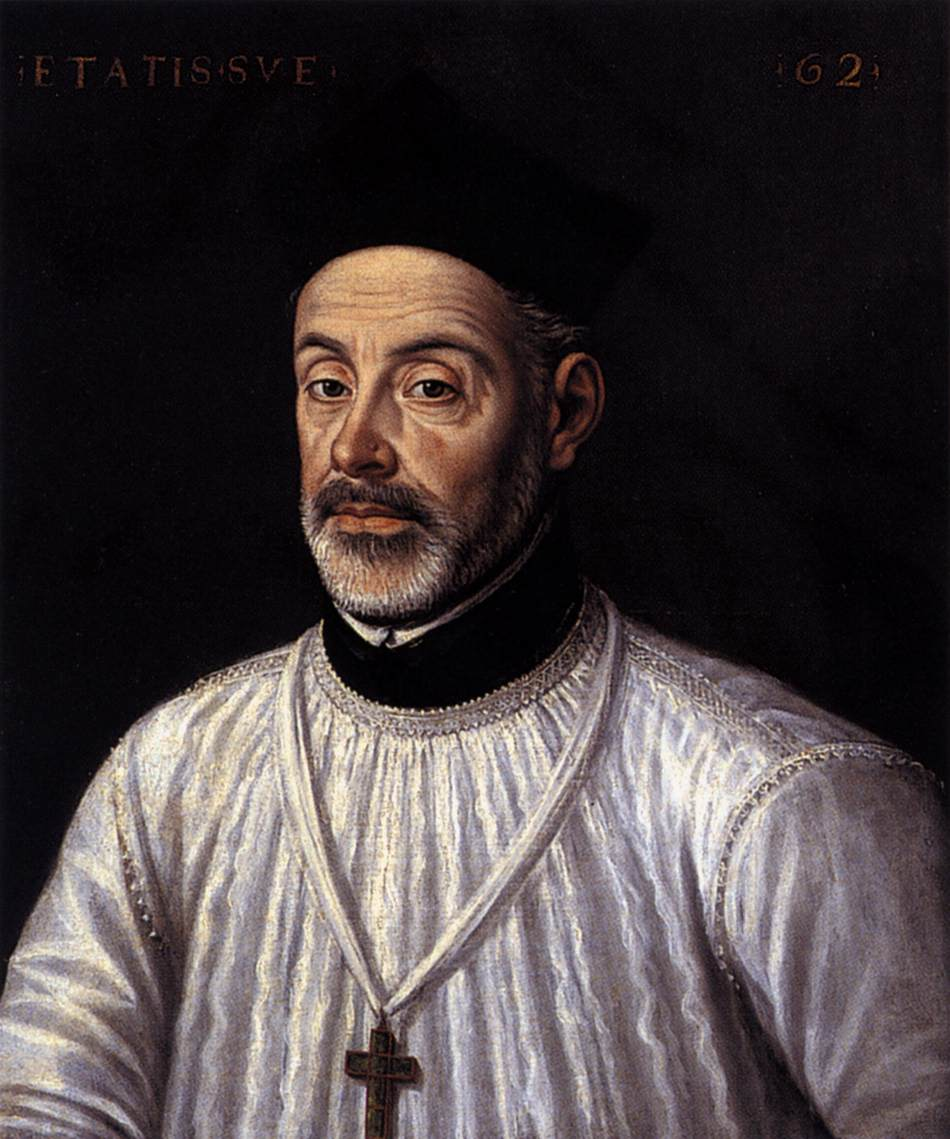
アロンソ・サンチェス・コエリョ『ディエゴ・デ・コバルビアスの肖像』 (1595-1598年)、エル・グレコ美術館、トレド
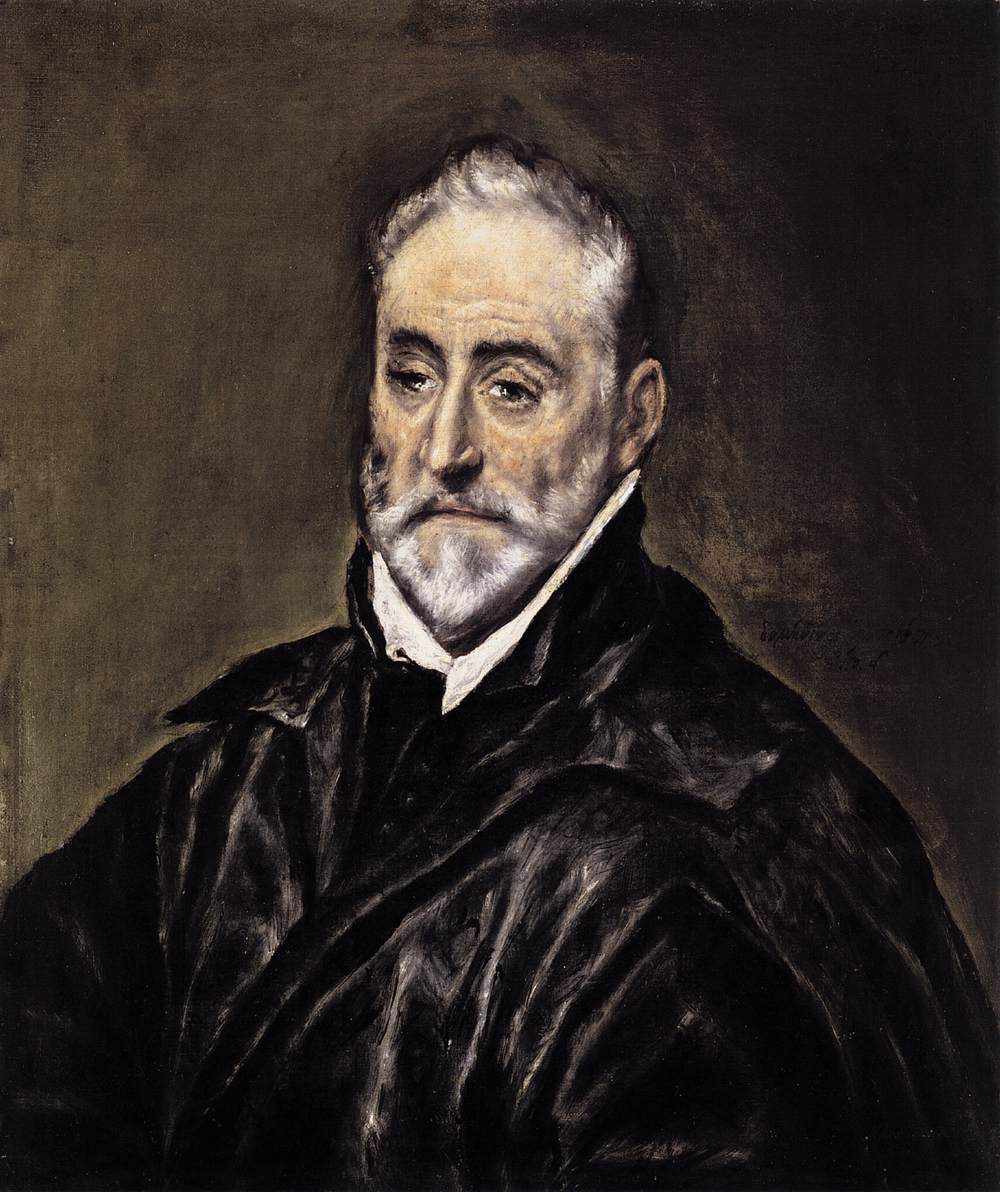
『アントニオ・デ・コバルビアスの肖像』（1595–1600年）ルーヴル美術館、パリ